# The Land Before Time XI: Invasion of the Tinysauruses
The Land Before Time XI: Invasion of the Tinysauruses (En busca del valle encantado 11: La invasión de los diminusaurios en España, y La tierra antes del tiempo XI: La invasión de los pequeños saurios en Hispanoamérica) es una película estadounidense de animación de 2005 dirigida por Charles Grosvenor y producida por Universal Studios, perteneciente a la franquicia En busca del valle encantado.

## Sinopsis
Nueva aventura de los simpáticos compis prehistóricos del Valle Encantado. En esta ocasión, los diminosaurios invaden el Valle para enseñarle a Piecito una gran lección sobre una mentirijilla.

## Reparto y doblaje
| Personaje                        | Voz en inglés      | Voz en español          |
| -------------------------------- | ------------------ | ----------------------- |
| Piecito                          | Aaron Spann        | Chelo Molina            |
| Cera                             | Anndi McAfee       | Adelaida López          |
| Patito                           | Aria Noelle Curzon | Yolanda Pérez Segoviano |
| Petrie                           | Jeff Bennett       | Pablo Tribaldos         |
| Abuela de Piecito                | Miriam Flynn       | Matilde Conesa          |
| Señor Trescuernos, padre de Cera | John Ingle         | Carlos Kaniowski        |
| Abuelo de Piecito                | Kenneth Mars       | José Ángel Juanes       |
| Púas                             | Rob Paulsen        | N/D                     |
| Madre de Petrie                  | Tress MacNeille    | Carmen Arévalo          |
| Tría                             | Camryn Manheim     | Isabel Donate           |

- Datos: Q389122